# Otto Nicolai
Carl Otto Ehrenfried Nicolai (ur. 9 czerwca 1810 w Królewcu, zm. 11 maja 1849 w Berlinie) – niemiecki kompozytor i dyrygent.
Nicolai jeszcze w młodości uciekł z domu rodziców, aby podjąć studia muzyczne. W wieku 16 lat uzupełnia wykształcenie w Collegium Groeningianum w Stargardzie, gdzie rozpoczyna swoją artystyczną karierę. W roku 1831 stworzył swoją pierwszą symfonię. Dzięki swoim sukcesom został muzykiem w ambasadzie pruskiej w Rzymie. Od 1841 przebywał w Wiedniu i brał aktywny udział w życiu muzycznym miasta. To z jego nazwiskiem związane są początki jednego z najlepszych i najsławniejszych zespołów filharmonicznych świata – Wiener Philharmoniker.
W 1848 został dyrygentem Staatsoper Unter den Linden w Berlinie.
Jego najpopularniejsze dzieło to opera komiczna Wesołe kumoszki z Windsoru (Die lustigen Weiber von Windsor według W. Szekspira) z 1849.